# Großsteingrab Teglværket
Das Großsteingrab Teglværket (auch Großsteingrab Stokkerup) war eine megalithische Grabanlage der jungsteinzeitlichen Nordgruppe der Trichterbecherkultur im Kirchspiel Græsted in der dänischen Kommune Gribskov. Während der Eisenzeit wurde es für Nachbestattungen genutzt. Es wurde im 19. und frühen 20. Jahrhundert schrittweise zerstört.

## Lage
Das Grab lag bei Teglværket auf einem Feld nördlich des Stokkerupvej.

## Forschungsgeschichte
1857 wurden aus dem Grab Funde geborgen. Mitarbeiter des Dänischen Nationalmuseums führten im Jahr 1886 eine Dokumentation der Fundstelle durch. Zu dieser Zeit waren nur noch Teile der Anlage erhalten. Der Lehrer E. T. Hansen aus Græsted konnte durch Augenzeugenberichte aus früheren Jahren weitere Einzelheiten zum Grab beisteuern. Bei einer weiteren Dokumentation im Jahr 1942 wurde festgestellt, dass die Anlage in der Zwischenzeit vollständig abgetragen worden war.

## Beschreibung

### Architektur
Die Anlage besaß eine ost-westlich orientierte rechteckige Hügelschüttung mit einer Länge von 22,5 m und einer Breite von 6,5 m. Sie besaß eine Umfassung aus sehr großen Steinen. Der Hügel enthielt zwei Grabkammern, die etwa 1,9–2,5 m voneinander entfernt waren. Bei der östlichen Kammer handelte es sich um einen kleinen Dolmen mit rechteckigem Grundriss. Sie hatte eine Länge von etwa 1,9–2,5 m und eine Breite von etwa 1,9–2,5 m. Sie besaß jeweils einen Wandstein an der nördlichen und südlichen Langseite und zwei Wandsteine an der östlichen Schmalseite. Die Westseite war offen. Der Deckstein war gesprengt. Die westliche Kammer war bereits vor 1886 vollständig zerstört worden. Über Form, Maße und Orientierung liegen keine Informationen vor.

### Funde
Zwischen den Wandsteinen der östlichen Grabkammer wurde ein menschliches Skelett gefunden. In der Hügelschüttung wurde eine Nachbestattung entdeckt, die ein Keramikgefäß und verbrannte Knochen enthielt. Beim Entfernen eines Umfassungssteins wurde ein goldenes Armband gefunden, das in die Eisenzeit datiert. Es befindet sich heute im Dänischen Nationalmuseum.